# Chukha

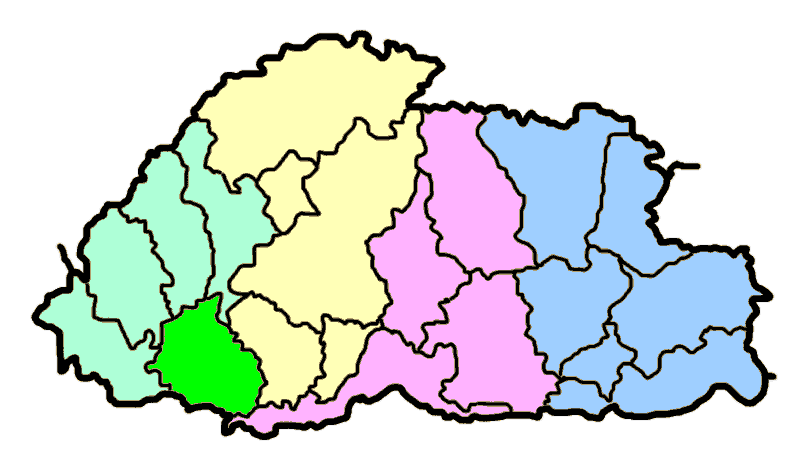
Localização de Chukha no Butão (verde destacado)

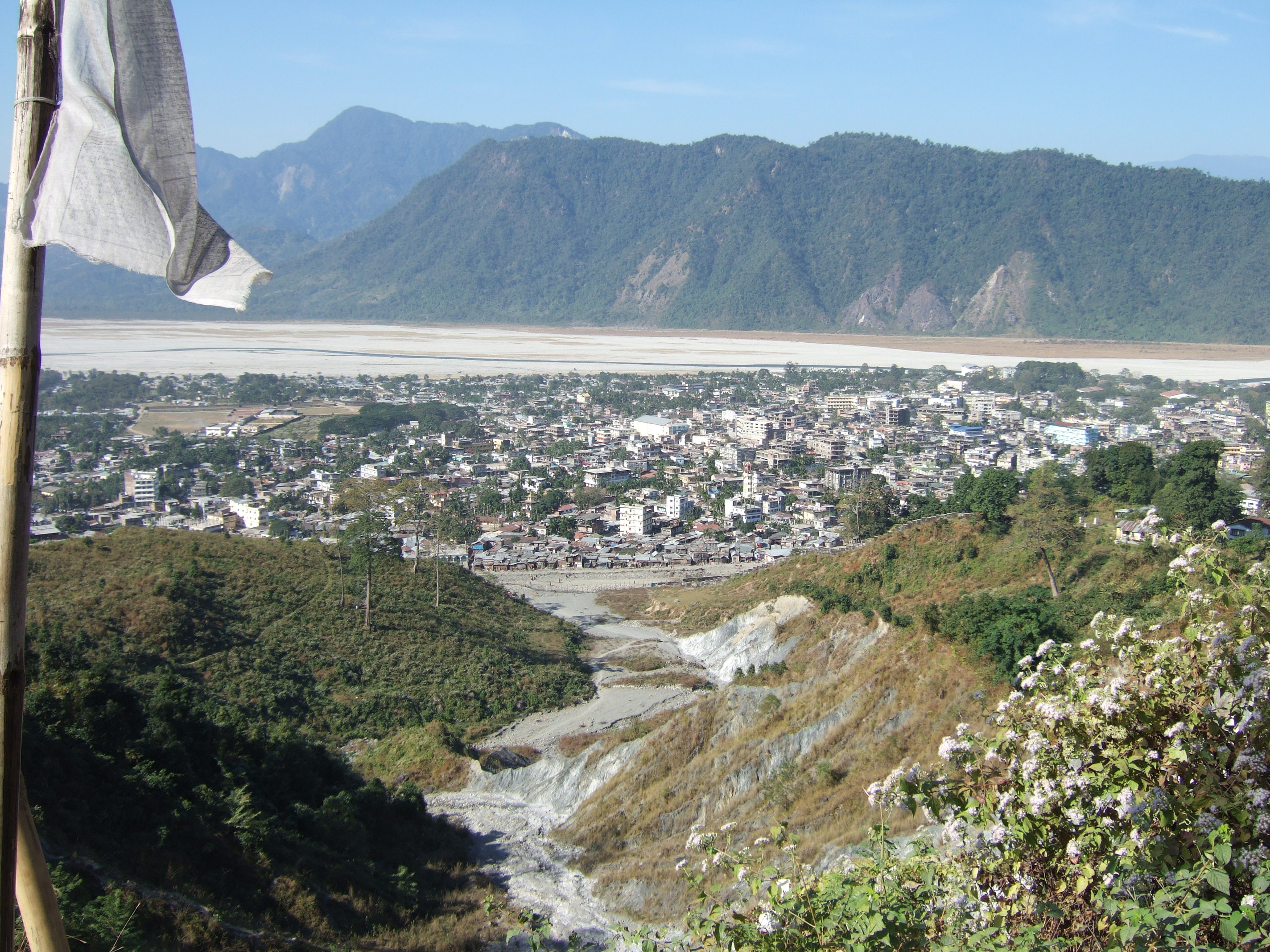
Chukha

Chukha (Djongkha: ཆུ་ཁ་རྫོང་ཁག་) é um dos 20 distritos do Butão.